# Susanna Clarke
 (septembre 2022).
Si vous disposez d'ouvrages ou d'articles de référence ou si vous connaissez des sites web de qualité traitant du thème abordé ici, merci de compléter l'article en donnant les références utiles à sa vérifiabilité et en les liant à la section « Notes et références ».
Pour les articles homonymes, voir Clarke.
Œuvres principales
- Jonathan Strange et Mr Norrell
- Les Dames de Grâce Adieu

Susanna Clarke, née le 1er novembre 1959 à Nottingham en Angleterre, est une écrivaine britannique. Elle s'est fait connaître du grand public en 2004 grâce à son premier roman de fantasy Jonathan Strange et Mr Norrell.

## Jeunesse
Fille ainée d'un pasteur méthodiste, Susanna Clarke passa la majeure partie de son enfance à déménager de ville en ville entre le nord de l'Angleterre et l'Écosse. Elle suivit des études au St Hilda's College à Oxford, puis trouva du travail dans la publication non littéraire, en particulier chez Gordon Fraser et Quarto. 
En 1990, elle quitte Londres pour Turin où elle enseigne l'anglais à des cadres de Fiat, matière qu'elle enseigne également l'année suivante à Bilbao en Espagne.

## Carrière littéraire
Susanna Clarke regagne l'Angleterre en 1992, où elle commence à travailler sur son premier roman Jonathan Strange et Mr Norrell à County Durham, près de la Mer du Nord.
De 1993 à 2003, elle travaille comme directrice de la publication chez Simon & Schuster à Cambridge, où elle s'occupe des recettes de cuisine. Durant cette période elle publie sept nouvelles et fictions courtes. 
Un certain nombre d'entre elles reçurent un accueil favorable de la critique, notamment Mr Simonelli ou le Veuf-fée qui fut nommé pour le prix World Fantasy du meilleur roman court 2001.

## Vie personnelle
Susanna Clarke réside actuellement à Cambridge avec son compagnon, le romancier Colin Greenland.

## Œuvres

### Romans
- Jonathan Strange et Mr Norrell, Robert Laffont, 2007 ((en) Jonathan Strange & Mr Norrell, 2004), trad. Isabelle D. Philippe  (ISBN 978-2-221-10404-0)Prix Hugo du meilleur roman 2005, prix Locus du meilleur premier roman 2005 et prix World Fantasy du meilleur roman 2005
- Piranèse, Robert Laffont, 2021 ((en) Piranesi, 2020), trad. Isabelle D. Philippe  (ISBN 978-2-221-25024-2)Women's Prize for Fiction 2021

### Recueil de nouvelles
- Les Dames de Grâce Adieu, Robert Laffont, 2012 ((en) The Ladies of Grace Adieu and Other Stories, 2005), trad. Isabelle D. Philippe  (ISBN 978-2-221-12240-2)
  - Introduction par le professeur James Sutherland, directeur des études sidhe, université d'Aberdeen, 2012 ((en) Introduction by Professor James Sutherland, Director of Sidhe Studies, University of Aberdeen, 2006)
  - Les Dames de Grâce Adieu, 2012 ((en) The Ladies of Grace Adieu, 1996)
  - Sur la colline Gourmande, 2012 ((en) On Lickerish Hill, 1997)
  - Mrs Mabb, 2012 ((en) Mrs Mabb, 1998)
  - Le duc de Wellington égare son cheval, 2012 ((en) The Duke of Wellington Misplaces His Horse, 1999)
  - Mr Simonelli ou le Veuf-fée, 2012 ((en) Mr Simonelli, or the Fairy Widower, 2000)
  - Tom Brientwind ou comment un pont féerique fut construit à Thoresby, 2012 ((en) Tom Brightwind, or How the Fairy Bridge was Built at Thoresby, 2001)
  - Grotesques et Frettes, 2012 ((en) Antickes and Frets, 2004)
  - John Uskglass et le Charbonnier du comté de Cumbria, 2012 ((en) John Uskglass and the Cumbrian Charcoal Burner, 2006)

### Nouvelles
- (en) Stopp’t-Clock Yard, 1996
- (en) The Dweller in High Places, 2010
- (en) The Wood at Midwinter, 2024